# Gold Reef City
Gold Reef City is een attractiepark in Johannesburg, Zuid-Afrika. Het is gelegen op een oude goudmijn die sloot in 1971 en is gethematiseerd naar de periode in de late jaren 1800 wanneer de goudkoorts losbrak.
In het park zijn twee mijntorens te vinden. Eén daarvan is verplaatst en stond oorspronkelijk 5 kilometer verderop en is verwerkt in de attractie Tower of Terror. Naast Tower of Terror staan er nog 5 andere achtbanen in het park, 3 waterattracties en een 4D-cinema. In totaal staan er meer dan 30 attracties in het park.
Naast het attractiepark bestaat het complex verder ook uit het Apartheidsmuseum en een casino van Tsogo Sun.

## Lijst van achtbanen
| Naam                 | Type                                  | Model                                 | Bouwer                     | Openingsjaar          | Afbeelding |
| -------------------- | ------------------------------------- | ------------------------------------- | -------------------------- | --------------------- | ---------- |
| Tower of Terror      | Stalen duikachtbaan                   | geen                                  | park zelf i.s.m. Giovanola | 2001 Heropend in 2007 |            |
| Golden Loop          | Stalen shuttle-achtbaan met lancering | Shuttle Loop                          | Anton Schwarzkopf          | 1989                  |            |
| Anaconda             | Stalen omgekeerde achtbaan            | Inverted Roller Coaster               | Giovanola                  | 1999                  |            |
| Jozi Express         | Stalen achtbaan                       | Force (baanverloop: custom)           | Zierer                     | 2004                  |            |
| Run A Way Mine Train | Stalen gemotoriseerde achtbaan        | Powered Coaster (baanverloop: custom) | MACK Rides                 |                       |            |
| Shongololo           | Stalen kinderachtbaan                 | Big Apple                             |                            |                       |            |